# KBC Duisburg
Le KBC Duisburg est un club, aujourd'hui disparu, de football féminin. Il était situé à Kasslerfeld, dans la banlieue de Duisbourg, (land de Rhénanie-du-Nord-Westphalie) en Allemagne. C'est au milieu des années 1990 que le club a cessé ses activités.

## Palmarès
- Championne d'Allemagne (1): 1985
- Coupe d'Allemagne (1): 1983

## Anciennes joueuses
- Sandra Alter
- Gudrun Gottschlich
- Sandra Hengst
- Birgit Offermann
- Claudia Reichler
- Martina Voss